# The Battle of San Pietro
The Battle of San Pietro é um documentário de 1945 dirigido por John Huston. Seu tema principal é a Batalha de San Pietro Infine, ocorrida na comuna de San Pietro Infine, Itália, durante a Segunda Guerra Mundial. 
O filme é notório por seu realismo, e justamente por isso o Exército dos Estados Unidos vetou sua exibição ao público.
Em 1991, o filme foi selecionado para preservação na National Film Registry da Biblioteca do Congresso dos Estados Unidos por sua significância "cultural, histórica ou estética".